# 馬漢號驅逐艦 (DD-102)
馬漢號驅逐艦（舷號DD-102）是一艘美國海軍建造的驅逐艦，為維克斯級驅逐艦的28號艦。她是美軍第一艘以馬漢為名的軍艦，以紀念美國海軍戰略思想家阿爾弗雷德·賽耶·馬漢（Alfred T. Mahan）。
馬漢號在1918年於霍河造船廠開始建造，在同年下水服役，其時第一次世界大戰已即將結束。接著馬漢號留在加勒比海執勤，並在1920年改裝為佈雷艇，轉為訓練用途。稍後馬漢號主要在巴拿馬運河區執勤，並曾協助打撈S-51號潛艇及S-4號潛艇。1930年馬漢號退役除籍，於1931年出售拆解。